# 浜六郎
浜六郎（はま ろくろう、1945年 - ）は日本の医師・内科医。専門は、治療学・薬剤疫学。2000年4月には医薬ビジランスセンターを特定非営利活動法人化し、研究調査、医療過誤相談部門についてはEBMビジランス研究所として独立させた。コクラン共同計画の特別顧問。

## 経歴
徳島県鳴門市生まれ。1969年に大阪大学医学部を卒業し、大阪府衛生部に勤務。すぐ1970年には、スモンによる薬害事件などを知り、自らの処方を正し、得た知識を発信するということを考えてきたとのことである。
1977年より阪南中央病院の内科に勤務する。1986年には、製薬会社から独立した医薬品の情報誌『TIP正しい治療と薬の情報』を、神経内科の別府宏圀とともに創刊し、副編集長となる。1994年には、安い良い薬とほとんど変わらないとか、ほとんど効果がないような新薬が高いという推測をし、疑問を持ち価格調査を実施し（『臨床薬理』などでも発表）、その過程で薬害は起こるべくして起きているという考えに至り、1996年には『薬害はなぜなくならないか』を出版した。こうしたことを通じて薬の良い悪いという自らの考える情報を、それを使用する一般の人々に伝えることを決心し、1997年には阪南中央病院を退職して、医薬ビジランスセンターを設立した。2000年には、良い薬の例として世界保健機関による必須医薬品の一覧のように、医薬品の質を見直すことで医薬品にかかる無駄な医療費を抑制し、そのための根拠に基づく医療 (EBM) の考えに注目し、共同翻訳者として『世界のエッセンシャルドラッグ―必須医薬品』『システマティック・レビュー』も翻訳出版した。
2000年4月にNPO（特定非営利活動）の法人医薬ビジランスセンター（NPOJIP）となり、科学的根拠に基づいた一般のメディアからは得られない情報の調査・情報提供を目的とする、これとEBMビジランス研究所とに分かれて再スタートした。2001年から季刊誌『薬のチェックは命のチェック』を発行、2015年1月から『薬のチェックTIP』と変更し浜が編集代表となった。
浜六郎が名を連ねる、2014年のコクラン共同計画によるシステマティック・レビューは、未発表の試験を探索したオセルタミビル（タミフル）に関する臨床試験の完全なデータによるシステマティックレビューであり、「独立した研究者による長期的な調査と努力によるものであり」、WHOが同薬の有効性を格下げする際の証拠となった。
International Journal on Risk and Safety in Medicine の編集委員。

## 批判
有害事象のみをとりあげて不安をあおっているなど、浜六郎の言説に対し批判している医師もいる。

## 雑誌
- 『薬のチェックTIP』（継続） - No.57（2015年）より。
- MED CHECK TIP （英語） 上記英語版

- 情報誌（旧）『TIP正しい治療と薬の情報』1 - 29巻6号（医薬品・治療研究会、1986年1月 - 2014年12月）別府宏圀ほか（共編）
- 季刊誌（旧）『薬のチェックは命のチェック』No.1 - 56 （医薬ビジランスセミナー、2001年1月 - 2014年10月）坂口啓子ほか（共編）

## 翻訳書
- WHO専門委員会レポート『世界のエッセンシャルドラッグ―必須医薬品』（別府宏圀との共訳）三省堂、2000年4月。The Use of Essential Drugs.
- イアイン・チャーマーズ、ダグラス・G.アルトマン 著、津谷喜一郎、浜六郎、別府宏圀監 訳『システマティック・レビュー―エビデンスをまとめてつたえる』サイエンティスト社、2000年。ISBN 978-4914903626。、"Systematic Reviews", BMJ, 1995.
- オーストラリア治療ガイドライン委員会『抗生物質治療ガイドライン』（別府宏圀との共訳）1999年2月に第1版、2002年9月に第2版。
- オーストラリア治療ガイドライン委員会『皮膚疾患治療ガイドライン』（青木敏之との共訳）2004年2月
- チャールズ・メダワーほか『暴走するクスリ？―抗うつ剤と善意の陰謀』（吉田篤夫ほかとの共訳）、医薬ビジランスセミナー、2005年12月。

## 著書
初期
- 『クスリへの告発状―誰が薬を毒にしたか』、エール出版社、1976年。小川定男との共著。
- 『薬害はなぜなくならないか』薬の安全のために、日本評論社、1996年11月。
- 『くすりのチェックは命のチェック―第1回医薬ビジランスセミナー報告集』医薬ビジランスセミナー、1999年。坂口啓子、別府宏圀との共著。

増版
- 『ひとめでわかるのんではいけない薬大事典』金曜日、2017年。ISBN 978-4-86572-020-4。下記の進化版。
  - 『のんではいけない薬』（新版）金曜日、2012年。ISBN 978-4-906605-81-1。 初版は金曜日から、2006年。
- 『病院で聞くことば辞典』（新版）岩波書店、2010年。ISBN 978-4-00-001949-1。初版は2002年。日経新聞での連載記事を加筆修正。
- 『医者には聞けないインフルエンザ・ワクチンと薬』2005年版、ジャパンマシニスト社、2004年。母里啓子、山本英彦（共著）初版は2003年。
- 『患者の訴え・症状からわかる薬の副作用』第2版、じほう、2013年。大津史子（共編）第1版は2007年。

21世紀
- 『薬と毒の見分け方―薬の診察室』講談社《健康ライブラリー》、2004年。
- 『解熱剤で脳症にならないために―非ステロイド抗炎症解熱剤の危険について考える』医薬ビジランスセミナー、2004年。坂口啓子（共著）
- 『下げたら、あかん!コレステロールと血圧』日本評論社、2004年。
- 『高血圧は薬で下げるな!』角川書店〈角川oneテーマ21〉、2005年9月。ISBN 4047100161。
- 『コレステロールに薬はいらない!』角川書店《角川oneテーマ21》、2006年。
- 『危ない薬の見分け方』ベストセラーズ《ベスト新書》、2007年。
- 『やっぱり危ないタミフル―突然死の恐怖』金曜日、2008年2月。
- 『「脱メタボ」に騙されるな』洋泉社、2008年10月4日。佐藤純一、和田知可志（共著）
- 『くすりで脳症にならないために―タミフル脳症を中心に』医薬ビジランスセミナー、2008年。
- 『認知症にさせられる!』幻冬舎、2010年。
- 『命を脅かす医学常識』宝島社、2011年。
- 『健康不安と過剰医療の時代』長崎出版、2012年。井上芳保ほか（共著）
- 『この薬、こどもに使ってはいけません!―症状から知る、薬名から引く』ジャパンマシニスト社、2013年2月。

- 『読んでやめる精神の薬』金曜日、2014年。
- 『「薬のやめ方」事典―病気の起こり方、治し方』2017年。
- 『使ってはいけない認知症の薬』SB新書、2018年